# Mamie Eisenhower
Mamie Geneva Doud Eisenhower (Boone, 14 de novembro de 1896 - Washington, DC, 1 de novembro de 1979) foi a esposa do presidente dos Estados Unidos Dwight D. Eisenhower, e a primeira-dama do país entre 1953 e 1961.
Mamie se casou com Dwight Eisenhower aos 19 anos, em 1916. O jovem casal mudou-se frequentemente entre quartéis militares, a partir do Panamá até as Filipinas. Como primeira-dama, ela foi anfitriã de uma ampla gama de dignitários estrangeiros, que reagiram bem ao seu estilo confiante e esplêndidas roupas.
Mamie Eisenhower passou sua aposentadoria e viuvez na fazenda da família em Gettysburg, Pensilvânia.